# Раднор Тауншип (округ Делавер, Пенсільванія)
Раднор Тауншип (англ. Radnor Township) — селище (англ. township) в США, в окрузі Делавер штату Пенсільванія. Населення — 33 228 осіб (2020).

## Демографія
Згідно з переписом 2010 року, у селищі мешкала 31 531 особа в 9963 домогосподарствах у складі 6215 родин. Було 10814 помешкання
Расовий склад населення:
| - 85,8 % — білих - 7,9 % — азіатів - 3,9 % — чорних або афроамериканців - 0,1 % — корінних американців |

До двох чи більше рас належало 1,6 %. Частка іспаномовних становила 3,0 % від усіх жителів.
За віковим діапазоном населення розподілялося таким чином: 20,2 % — особи молодші 18 років, 67,7 % — особи у віці 18—64 років, 12,1 % — особи у віці 65 років та старші. Медіана віку мешканця становила 27,5 року. На 100 осіб жіночої статі у селищі припадало 91,5 чоловіків;  на 100 жінок у віці від 18 років та старших — 87,5 чоловіків також старших 18 років.
Середній дохід на одне домашнє господарство  становив 166 700 доларів США (медіана — 106 538), а середній дохід на одну сім'ю — 216 674 долари (медіана — 146 886). Медіана доходів становила 108 807 доларів для чоловіків та 64 775 доларів для жінок. За межею бідності перебувало 7,2 % осіб, у тому числі 6,0 % дітей у віці до 18 років та 6,5 % осіб у віці 65 років та старших.
Цивільне працевлаштоване населення становило 14 315 осіб. Основні галузі зайнятості: освіта, охорона здоров'я та соціальна допомога — 33,7 %, науковці, спеціалісти, менеджери — 16,1 %, фінанси, страхування та нерухомість — 11,8 %, мистецтво, розваги та відпочинок — 10,6 %.